# Masbaraud-Mérignat
Masbaraud-Mérignat foi uma comuna francesa na região administrativa da Nova Aquitânia, no departamento de Creuse. Estendia-se por uma área de 20,39 km². Em 2010 a comuna tinha 374 habitantes (densidade: 18,3 hab./km²).
Em 1 de janeiro de 2019, passou a formar parte da nova comuna de Saint-Dizier-Masbaraud.